# 卡塔赫納戰役 (前209年)
卡塔赫納戰役 (前209年)是羅馬人對迦太基在伊比利亞半島新迦太基(卡塔赫納)的據點一場成功的進攻。

## 地理
新迦太基是一座位於伊比利亞半島的一個城鎮。在城鎮的北面有潟湖的保護，南面就是地中海。因此新迦太基佔盡地理環境的優勢成為一座易守難攻的據點。

## 背景
公元前210年年底，西庇阿渡海到达伊比利亚，并组织他的军队（罗马在西班牙的总兵力约3万人）规划在冬季突袭新迦太基城。反观他的对手，三个迦太基将领（哈斯德鲁巴·巴卡、马戈·巴卡、哈斯德鲁巴·吉斯戈）相互之间关系不佳，防区分散（哈斯德鲁巴·巴卡驻防在西班牙中部，马戈驻扎在直布罗陀，吉斯戈在塔霍河口），他们离新迦太基至少十天路程。